# Еліанор Холмс Нортон

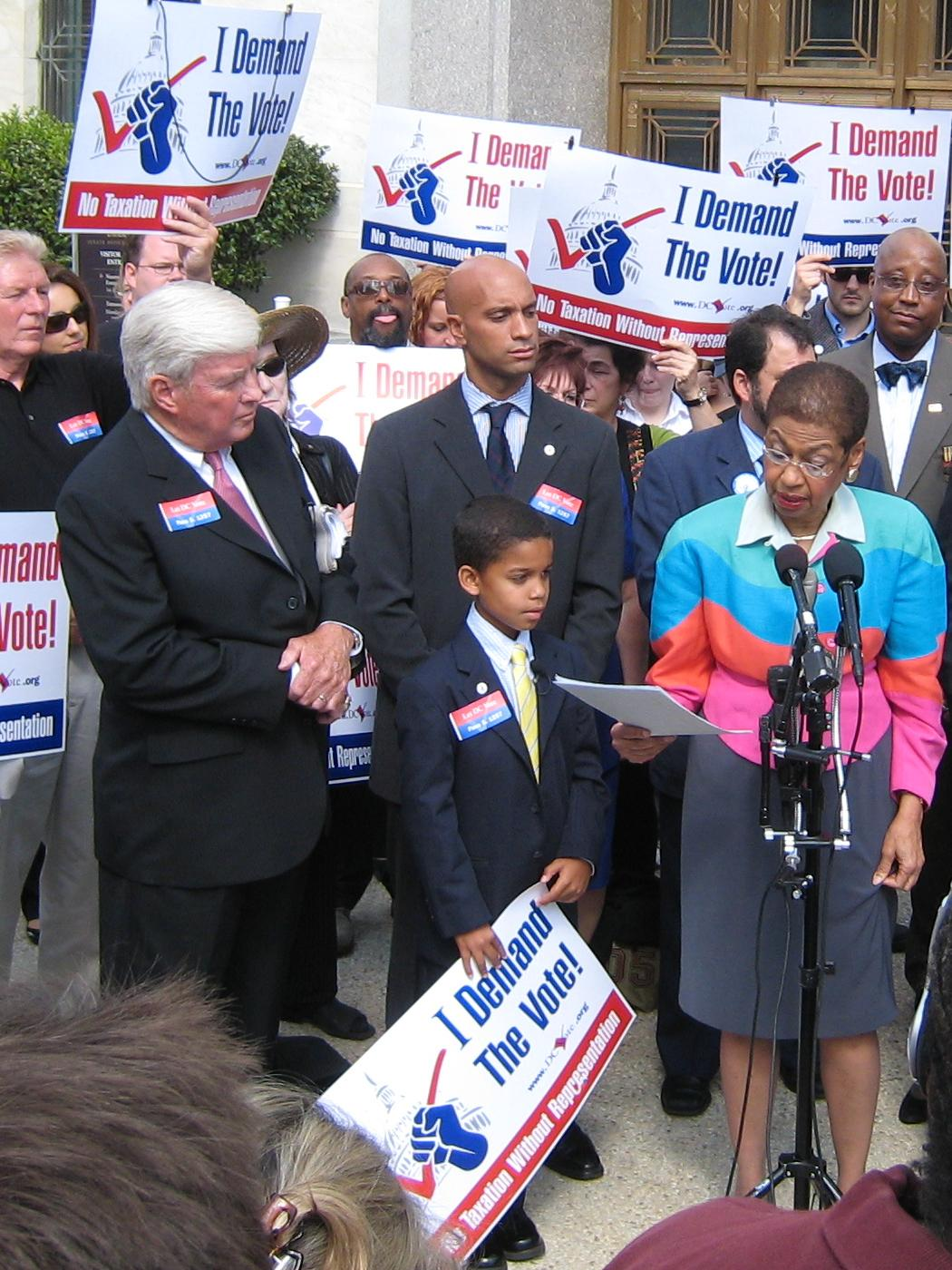
Джек Кемп, Адріан Фенті та Еленор Нортон на мітингу DC Vote на Капітолійському пагорбі, 2007

Еленор (Еліанор) Холмс Нортон (Eleanor Holmes Norton; нар. 13 червня 1937) — американська політична діячка, що представляє округ Колумбія у Палаті представників США без права голосу, феміністка. Юристка у прецедентах з захисту прав жінок (перші в Штатах слухання про дискримінацію жінок, розробка визначення сексуальних домагань), перша жінка-голова Комісії з рівних можливостей зайнятості США (1977), голова організації афроамериканських жінок за репродуктивну свободу. Як конгресвумен Палати представників, що не має права голосу, Нортон може працювати в комітетах, а також виступати в Палаті, однак їй не дозволяється голосувати за остаточне ухвалення будь-якого законопроєкту. Є членом Демократичної партії.

## Життєпис

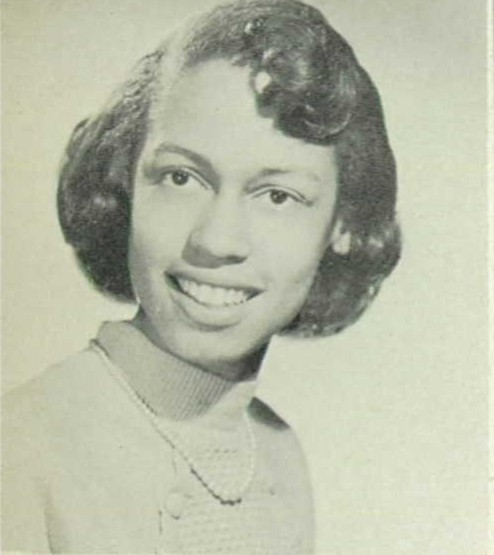
Еленор К. Холмс у 1955 році

Еленор К. Холмс народилася у Вашингтоні, округ Колумбія у сім'ї шкільної вчительки Вели (уродженої Лінч) та державного службовця Коулмена Холмса. У середній школі Данбар була обрана президентом молодшого класу; була членом Національного товариства честі. Відвідувала Антіохійський коледж (1960 рік), Єльський університет (магістерський ступінь з американських студій у 1963 році) та Єльський юридичний факультет (1964 рік).
Навчаючись у коледжі та аспірантурі, брала активну участь у русі за громадянські права афроамериканців у США та була організаторкою Студентського ненасильницького координаційного комітету (Student Nonviolent Coordinating Committee, SNCC). На момент закінчення Антіохії Холмс вже мала арешт за організацію та участь у сидячих протестах у Вашингтоні, штатах Меріленді та Огайо. Навчаючись на юридичному факультеті, їздила на Літо свободи і працювала з представниками руху за громадянські права афроамериканців у США, такими, як Медгар Еверс.
Була одружена з Едвардом Нортоном, який помер у 2014 році. Має двох дітей: сина Джона і доньку Кетрін, яка страждає синдромом Дауна.

## Кар'єра

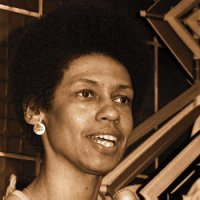
Еленор Холмс Нортон на посаді голови ЄЕОК

Після закінчення юридичного факультету Еленор Холмс працювала юристкою у команді судді федерального окружного суду А. Леона Хіггінботема-молодшого.
У 1965 році стала помічницею юридичного директора Американської спілки захисту громадянських свобод і займала цю посаду до 1970 року.
Спеціалізувалася на справах про захист свободи слова і мала у послужному списку перемогу у справі Верховного суду від імені Партії прав національних штатів.
З 1970 по 1971 рік працювала ад'юнкткою доцента юридичної школи Нью-Йоркського університету.
Також працювала старшою науковою співробітницею Інституту міст.
У 1982 році Нортон стала професоркою Юридичного центру університету Джорджтауна. У цей час вона була відомою активісткою боротьби з апартеїдом у США та учасницею Руху за вільну Південну Африку.

### Захист прав жінок
Перша зустріч із нещодавно звільненою, але фізично покаліченою Фанні Лу Хамер переконала Холмс Нортон у насильницькій та репресивній дії законодавства Джима Кроу на Півдні. Час, який Еленор Холмс віддала діяльності в SNCC, заклав фундамент її соціальної активності та феміністичного світогляду.
У 1970 році Нортон представляла шістдесят працівниць видання Newsweek, які подали позов до Комісії з рівних можливостей зайнятості через те, що Newsweek дозволяв бути репортерами лише чоловікам. Процес виграли, і Ньюсвік дозволив жінкам бути репортерками.
Еленор Нортон зробила внесок у твір «Для Седі та Мод» (For Sadie and Maud) для антології 1970 року «Сестринство потужне: антологія творів жіночого визвольного руху» за редакцією Робін Морган.
Нортон входила до складу заснованої у 1970 році засновницької дорадчої комісії Репортера з прав жінок, першого юридичного періодичного видання в США, яке зосереджувалось виключно на правах жінок.
На початку 1970-х Нортон підписала «Маніфест Чорної жінки» (Black Woman's Manifesto), класичний документ афроамериканського феміністичного руху.
У 1970 році мер Джон Ліндсей призначив Нортон головою комісії з прав людини в Нью-Йорку, і вона провела перші в країні слухання щодо дискримінації жінок. Видатні феміністки з усієї країни приїхали до Нью-Йорка для дачі показань. Нортон використовувала цю платформу, як засіб підвищення обізнаності громадськості про застосування Закону про громадянські права 1964 року до жінок та дискримінації за ознакою статі.
Призначена президентом Джиммі Картером першою жінкою-головою Комісії з рівних можливостей зайнятості США у 1977 році. Нортон оприлюднила перший набір нормативних актів Комісії, де описано, що означає сексуальне домагання, та заявлено, що сексуальні домагання справді є формою сексуальної дискримінації, яка порушує федеральні закони про громадянські права.
У 1990 році Нортон разом з 15 іншими афроамериканками та одним чоловіком створила організацію афроамериканських жінок за репродуктивну свободу.
Зробила внесок у статтю «Записки феміністської бігунки на довгі дистанції» (Notes of a Feminist Long Distance Runner) до антології «Сестринство назавжди: жіноча антологія нового тисячоліття» 2003 року за редакцією Робін Морган.
У 2011 році отримала нагороду «Праматір» (Foremother Award) від Національного дослідницького центру для жінок та сімей.

### Делегатка Конгресу

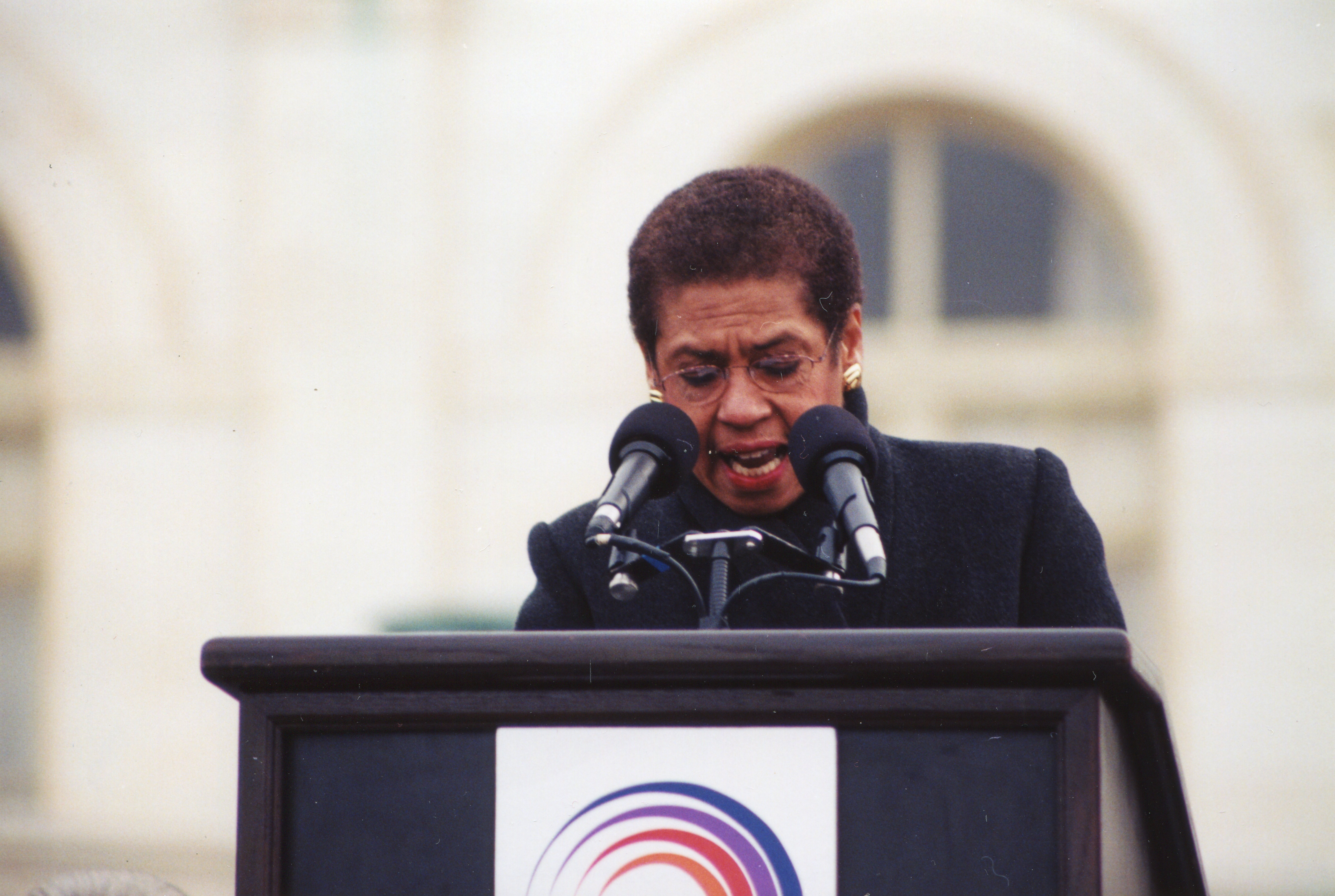
Виступ Нортон на мітингу 1998 року проти імпічменту Білла Клінтона

У 1990 році Нортон була обрана делегаткою від демократів до Палати представників і отримала звання конгресвумен. Вона отримала на праймеріз перемогу над членом муніципальної ради (city council) Бетті Ен Кейн, незважаючи на те, що Нортон та її чоловік, обоє адвокати, не подавали декларації з податку на прибуток округу Колумбія між 1982 та 1989 рр. Нортони заплатили понад 80 000 доларів США як зворотню сплату податків та штрафів. Її компанією керувала Донна Брезил. Делегатська посада у Палаті представників була відкритою, оскільки Вальтер Фантрой, що займав її, балотувався в мери, а не намагався переобратись у Конгрес. Нортон набрала 39 % голосів на праймеріз у Демократичній партії та 59 % на загальних виборах. Нортон заступила на посаду 3 січня 1991 року і з того часу переобирається кожні два роки.
Нортон є членом Прогресивного кокусу Конгресу та Афроамериканського кокусу Конгресу.

## У масовій культурі
- Еленор Холмс Нортон — героїня Джой Брайант[en] в оригінальному серіалі Amazon Video «Зразкові бунтарки[en][уточнити термін]» та Донни Біско[en] у оригінальному фільмі HBO «Підтвердження[en]»[36][37].
- Зображена у документальному фільмі «Вона красива, коли зла» про феміністок другої хвилі[38][39].

## Нагороди
- Премія «Foremother» від Національного центру досліджень здоров'я, 2011 р.[40]
- Онорі, Національний альянс жіночої історії, 2020 р.[41]